# Arroz negro (cocina española)

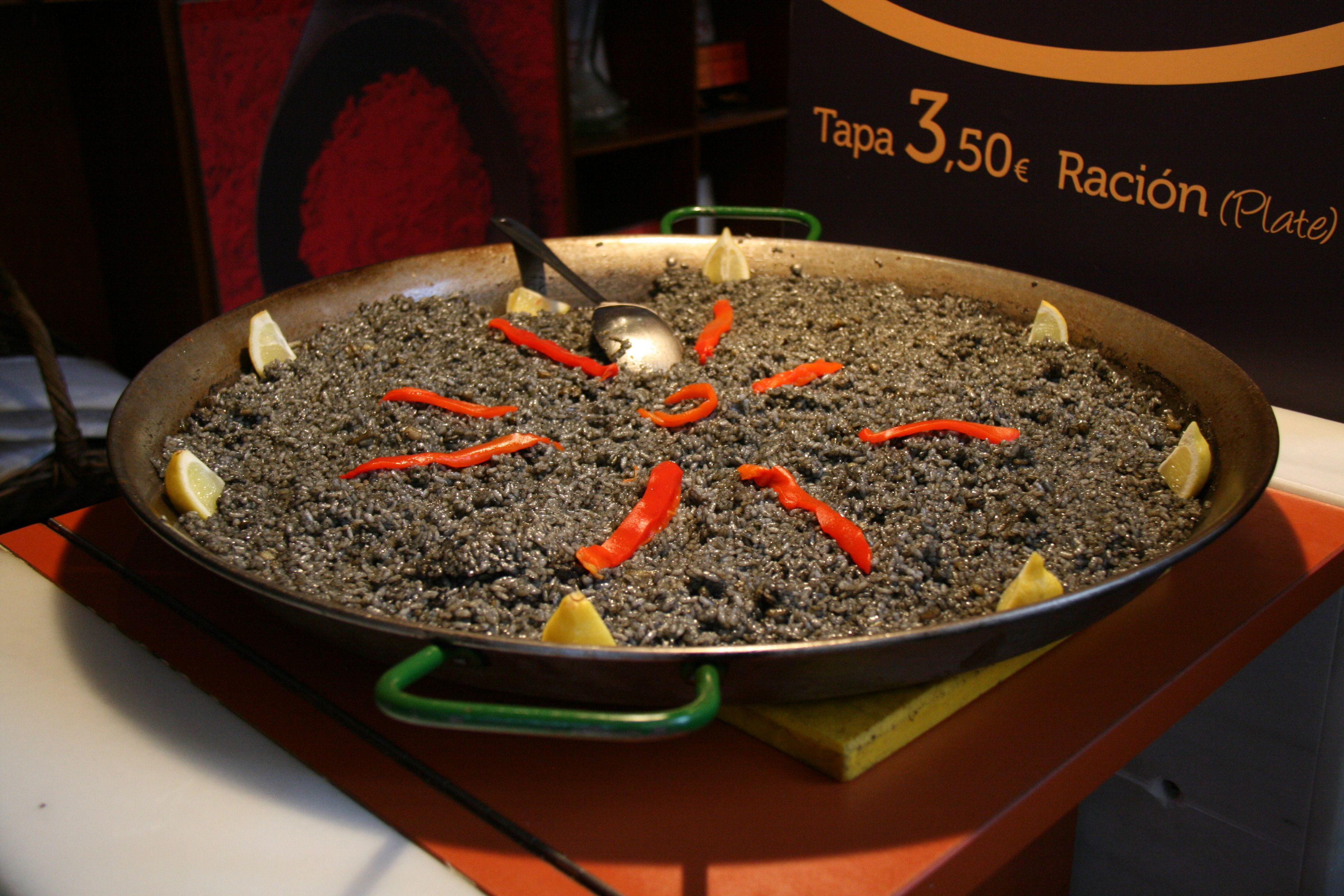
Arroz negro en paella, decorado con sus limones y sus pimientos morrones.

El arroz negro es un plato de arroz seco típico de la cocina española, concretamente del área de Cataluña y la Comunidad Valenciana. Hay platos similares en la cocina italiana. Se prepara en sartén o en cazuela de barro, y tiene un aspecto y sabor característicos que lo diferencian del arroz a banda, usando una base de morralla (pescado de roca para sopa o para comer frito) en el caldo, un sofrito de cebollas y ajos picados, y trozos de sepia, calamar y gambitas, junto con la tinta natural del calamar que desprende el propio animal (son unas bolsas de tinta que están entre las barbas del molusco). La tinta se le añade al arroz en el caldo de cocción y es lo que le da el color que le da nombre.

## Lugares donde se elabora
Es un plato que aparece en diversas zonas del mediterráneo. Existe en Italia, donde se puede degustar el riso nero a la Fiorentina o el mismo riso al nero di seppia. En la cocina española es frecuente en la Comunidad Valenciana y en Cataluña, lugares donde se llama arròs negre. Es típico del Grao de la ciudad de Castellón, así como de pueblos pesqueros del litoral alicantino: Torrevieja, Guardamar, Santa Pola, Villajoyosa. Propio también de la costa catalana especialmente la del Ampurdán en Gerona, es un plato típico de la villa de Palafrugell.

## Servir
El plato se suele servir en la sartén o recipiente en el que se haya cocido el arroz. Se come recién elaborado. Suele ponerse una salsera con alioli en la mesa para que los comensales puedan mezclar esta salsa en el plato de arroz, o bien ponerse en el emplatado una pequeña porción (nuez) como acompañamiento

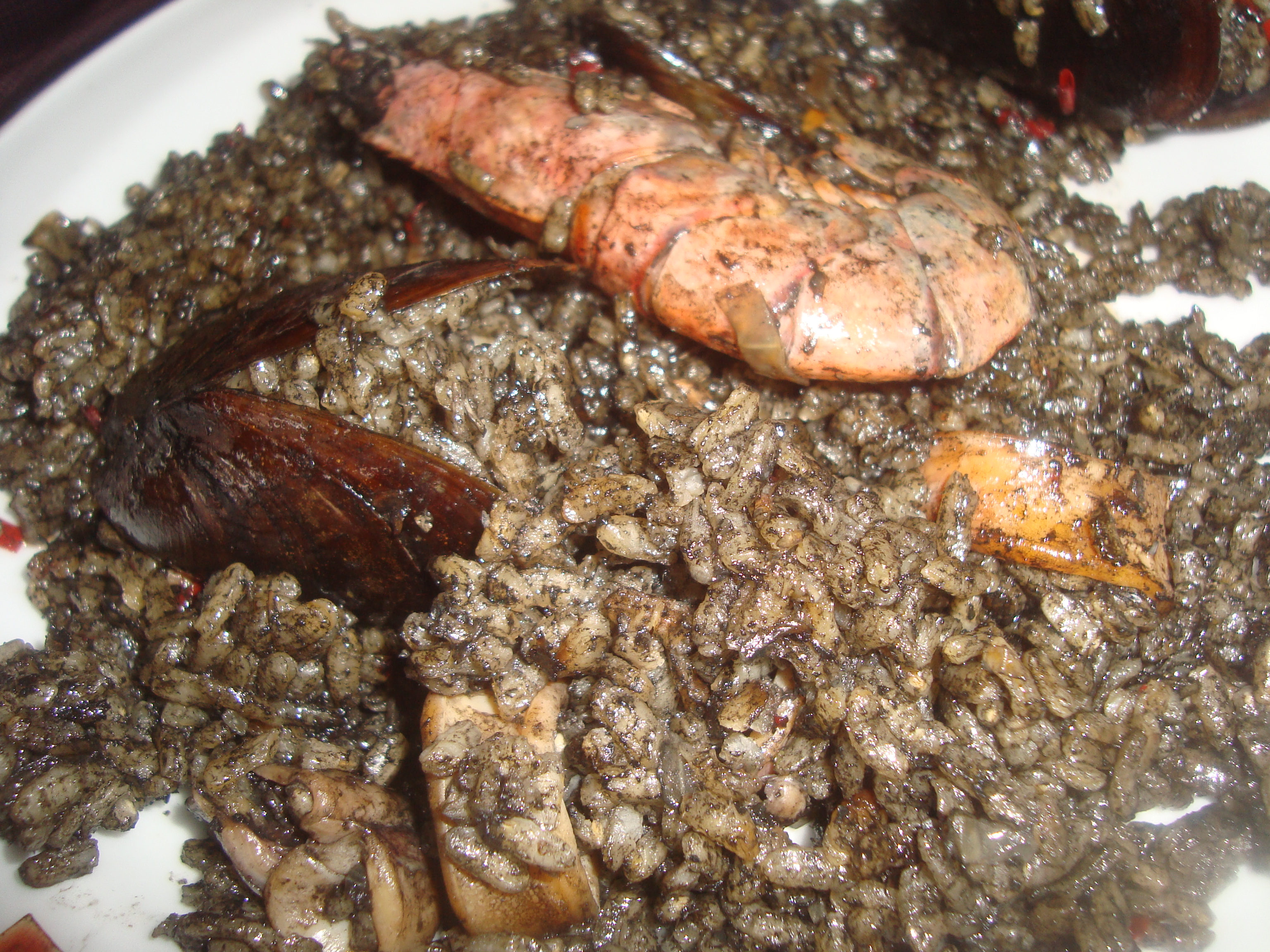
Arroz negro con sepia y gambas (Castellón).